# Aryabhata II
Aryabatha II o Aryabhata el Jove fou un matemàtic i astrònom del segle X o XI, autor del tractat astronòmic Mahasiddhanta un tractat d'astronomia en divuit capítols escrit en vers sànscrit, dels quals els dotze primers cobreixen els temes clàssics de l'astronomia matemàtica com la longitud dels planetes, eclipsis, conjuncions planetàries, fases lunars, etc. Els darrers sis capítols tracten de qüestions matemàtiques: geometria, àlgebra, aritmètica, geografia, etc. En aquests es donen fórmules per resoldre equacions diofàntiques o per calcular l'arrel cúbica d'un nombre. També va calcular una taula de sinus correcta fins al cinqué decimal.